# Üvegházhatást okozó gázok kibocsátása országok szerint
Ez a lista az üvegházhatást okozó gázok kibocsátásáról szól és az adott országok, illetve országcsoportok teljes üvegházhatású gázkibocsátásának a 2010-es évre vetített mértékét. Az adatok az adott országok gazdasági termelése, illetve javainak fogyasztása közben felszabaduló szén-dioxid, metángáz, dinitrogén-oxid, fluorokarbon, hidrofluorokarbon és kén-hexafluorid kibocsátáson alapulnak, mely adatokat a World Resources Institute szolgáltatta.
A listában feltüntetett adatok nem tartalmazzák a földhasználattal, mezőgazdasággal és erdészettel kapcsolatos kibocsátási adatokat.

## Országok listája az üvegházhatást okozó gázok 2010. évi kibocsátásáról
| Ország            | Üvegházgáz kibocsátás (MtCO2e) | Százalék a globális kibocsátásban (%) |
| ----------------- | ------------------------------ | ------------------------------------- |
| Világ             | 42,669.72                      | 100 %                                 |
| Európai Unió (15) | 3,733.60                       | 8.7 %                                 |
| Európai Unió (28) | 4,663.41                       | 10.9 %                                |
| AFG               | 26.54                          | 0.1 %                                 |
| ALB               | 7.10                           | 0 %                                   |
| DZA               | 165.24                         | 0.4 %                                 |
| AGO               | 222.22                         | 0.5 %                                 |
| ATG               | 1.05                           | 0 %                                   |
| ARG               | 363.79                         | 0.9 %                                 |
| ARM               | 7.12                           | 0 %                                   |
| AUS               | 560.64                         | 1.3 %                                 |
| AUT               | 85.06                          | 0.2 %                                 |
| AZE               | 58.53                          | 0.1 %                                 |
| BHS               | 2.73                           | 0 %                                   |
| BHR               | 27.95                          | 0.1 %                                 |
| BGD               | 126.60                         | 0.3 %                                 |
| BRB               | 3.55                           | 0 %                                   |
| BLR               | 97.63                          | 0.2 %                                 |
| BEL               | 129.86                         | 0.3 %                                 |
| BLZ               | 8.95                           | 0 %                                   |
| BEN               | 17.41                          | 0 %                                   |
| BTN               | 1.41                           | 0 %                                   |
| BOL               | 62.08                          | 0.1 %                                 |
| BIH               | 27.22                          | 0.1 %                                 |
| BWA               | 11.72                          | 0 %                                   |
| BRA               | 1,104.64                       | 2.6 %                                 |
| BRN               | 20.93                          | 0 %                                   |
| BGR               | 61.19                          | 0.1 %                                 |
| BFA               | 20.34                          | 0 %                                   |
| BDI               | 37.37                          | 0.1 %                                 |
| KHM               | 26.05                          | 0.1 %                                 |
| CMR               | 89.80                          | 0.2 %                                 |
| CAN               | 710.72                         | 1.7 %                                 |
| CPV               | 0.72                           | 0 %                                   |
| CAF               | 89.50                          | 0.2 %                                 |
| TCD               | 38.09                          | 0.1 %                                 |
| CHL               | 94.14                          | 0.2 %                                 |
| CHN               | 9,679.30                       | 22.7 %                                |
| COL               | 170.94                         | 0.4 %                                 |
| COM               | 0.28                           | 0 %                                   |
| COG               | 13.35                          | 0 %                                   |
| COD               | 171.26                         | 0.4 %                                 |
| COK               | 0.12                           | 0 %                                   |
| CRI               | 15.22                          | 0 %                                   |
| CIV               | 56.74                          | 0.1 %                                 |
| HRV               | 27.48                          | 0.1 %                                 |
| CUB               | 55.54                          | 0.1 %                                 |
| CYP               | 8.87                           | 0 %                                   |
| CZE               | 136.26                         | 0.3 %                                 |
| DNK               | 59.00                          | 0.1 %                                 |
| DJI               | 1.17                           | 0 %                                   |
| DMA               | 0.23                           | 0 %                                   |
| DOM               | 31.44                          | 0.1 %                                 |
| ECU               | 52.71                          | 0.1 %                                 |
| EGY               | 276.58                         | 0.6 %                                 |
| SLV               | 12.79                          | 0 %                                   |
| GNQ               | 20.29                          | 0 %                                   |
| ERI               | 5.69                           | 0 %                                   |
| EST               | 21.57                          | 0.1 %                                 |
| ETH               | 123.05                         | 0.3 %                                 |
| FJI               | 2.19                           | 0 %                                   |
| FIN               | 77.66                          | 0.2 %                                 |
| FRA               | 513.23                         | 1.2 %                                 |
| GAB               | 6.27                           | 0 %                                   |
| GMB               | 7.40                           | 0 %                                   |
| Grúzia            | 12.98                          | 0 %                                   |
| DEU               | 903.98                         | 2.1 %                                 |
| GHA               | 28.23                          | 0.1 %                                 |
| GRC               | 109.10                         | 0.3 %                                 |
| GRD               | 1.92                           | 0 %                                   |
| GTM               | 34.73                          | 0.1 %                                 |
| GIN               | 19.63                          | 0 %                                   |
| GNB               | 2.11                           | 0 %                                   |
| GUY               | 3.93                           | 0 %                                   |
| HTI               | 7.80                           | 0 %                                   |
| HND               | 19.60                          | 0 %                                   |
| HUN               | 67.19                          | 0.2 %                                 |
| ISL               | 2.98                           | 0 %                                   |
| IND               | 2,432.18                       | 5.7 %                                 |
| IDN               | 814.71                         | 1.9 %                                 |
| IRN               | 698.38                         | 1.6 %                                 |
| IRQ               | 227.82                         | 0.5 %                                 |
| IRL               | 61.19                          | 0.1 %                                 |
| ISR               | 86.99                          | 0.2 %                                 |
| ITA               | 496.27                         | 1.2 %                                 |
| JAM               | 11.23                          | 0 %                                   |
| JPN               | 1,257.10                       | 2.9 %                                 |
| JOR               | 25.82                          | 0.1 %                                 |
| KAZ               | 300.83                         | 0.7 %                                 |
| KEN               | 47.47                          | 0.1 %                                 |
| KIR               | 0.08                           | 0 %                                   |
| PRK               | 94.52                          | 0.2 %                                 |
| KOR               | 661.69                         | 1.6 %                                 |
| KWT               | 191.88                         | 0.4 %                                 |
| KGZ               | 10.07                          | 0 %                                   |
| LAO               | 21.82                          | 0.1 %                                 |
| LVA               | 12.90                          | 0 %                                   |
| LBN               | 24.40                          | 0.1 %                                 |
| LSO               | 2.74                           | 0 %                                   |
| LBR               | 1.89                           | 0 %                                   |
| LBY               | 145.75                         | 0.3 %                                 |
| LTU               | 21.57                          | 0.1 %                                 |
| LUX               | 12.14                          | 0 %                                   |
| MKD               | 12.39                          | 0 %                                   |
| MDG               | 48.45                          | 0.1 %                                 |
| MWI               | 17.61                          | 0 %                                   |
| MYS               | 282.60                         | 0.7 %                                 |
| MDV               | 1.16                           | 0 %                                   |
| MLI               | 25.73                          | 0.1 %                                 |
| MLT               | 3.01                           | 0 %                                   |
| MRT               | 9.39                           | 0 %                                   |
| MUS               | 5.96                           | 0 %                                   |
| MEX               | 681.87                         | 1.6 %                                 |
| MDA               | 12.67                          | 0 %                                   |
| MNG               | 28.27                          | 0.1 %                                 |
| MNE               | 3.50                           | 0 %                                   |
| MAR               | 90.98                          | 0.2 %                                 |
| MOZ               | 26.55                          | 0.1 %                                 |
| MMR               | 160.04                         | 0.4 %                                 |
| NAM               | 15.52                          | 0 %                                   |
| NRU               | 0.09                           | 0 %                                   |
| NPL               | 37.37                          | 0.1 %                                 |
| NLD               | 218.03                         | 0.5 %                                 |
| NZL               | 71.27                          | 0.2 %                                 |
| NIC               | 17.74                          | 0 %                                   |
| NER               | 19.50                          | 0 %                                   |
| NGA               | 320.04                         | 0.8 %                                 |
| NIU               | 0.05                           | 0 %                                   |
| NOR               | 51.11                          | 0.1 %                                 |
| OMN               | 99.09                          | 0.2 %                                 |
| PAK               | 304.85                         | 0.7 %                                 |
| PLW               | 0.30                           | 0 %                                   |
| PAN               | 15.10                          | 0 %                                   |
| PNG               | 10.80                          | 0 %                                   |
| PRY               | 40.62                          | 0.1 %                                 |
| PER               | 79.68                          | 0.2 %                                 |
| PHL               | 147.75                         | 0.3 %                                 |
| POL               | 378.01                         | 0.9 %                                 |
| PRT               | 73.68                          | 0.2 %                                 |
| QAT               | 75.28                          | 0.2 %                                 |
| ROU               | 128.75                         | 0.3 %                                 |
| RUS               | 2,291.57                       | 5.4 %                                 |
| RWA               | 4.63                           | 0 %                                   |
| KNA               | 0.36                           | 0 %                                   |
| LCA               | 1.11                           | 0 %                                   |
| VCT               | 0.28                           | 0 %                                   |
| WSM               | 0.40                           | 0 %                                   |
| STP               | 0.17                           | 0 %                                   |
| SAU               | 510.14                         | 1.2 %                                 |
| SEN               | 22.45                          | 0.1 %                                 |
| SRB               | 60.14                          | 0.1 %                                 |
| SYC               | 0.77                           | 0 %                                   |
| SLE               | 5.03                           | 0 %                                   |
| SGP               | 70.05                          | 0.2 %                                 |
| SVK               | 43.46                          | 0.1 %                                 |
| SVN               | 19.55                          | 0 %                                   |
| SLB               | 0.54                           | 0 %                                   |
| ZAF               | 458.29                         | 1.1 %                                 |
| ESP               | 350.27                         | 0.8 %                                 |
| LKA               | 41.37                          | 0.1 %                                 |
| SDN               | 165.90                         | 0.4 %                                 |
| SUR               | 4.37                           | 0 %                                   |
| SWZ               | 2.79                           | 0 %                                   |
| SWE               | 62.01                          | 0.1 %                                 |
| CHE               | 53.94                          | 0.1 %                                 |
| SYR               | 95.13                          | 0.2 %                                 |
| TWN               | 278.34                         | 0.7 %                                 |
| TJK               | 10.82                          | 0 %                                   |
| TZA               | 73.10                          | 0.2 %                                 |
| THA               | 346.34                         | 0.8 %                                 |
| TGO               | 8.29                           | 0 %                                   |
| Tonga             | 0.38                           | 0 %                                   |
| TTO               | 45.72                          | 0.1 %                                 |
| TUN               | 35.06                          | 0.1 %                                 |
| TUR               | 382.29                         | 0.9 %                                 |
| TKM               | 101.01                         | 0.2 %                                 |
| UGA               | 27.90                          | 0.1 %                                 |
| UKR               | 380.89                         | 0.9 %                                 |
| ARE               | 202.56                         | 0.5 %                                 |
| GBR               | 582.11                         | 1.4 %                                 |
| USA               | 6,668.79                       | 15.6 %                                |
| URY               | 32.94                          | 0.1 %                                 |
| UZB               | 215.36                         | 0.5 %                                 |
| VUT               | 0.61                           | 0 %                                   |
| VEN               | 284.99                         | 0.7 %                                 |
| VNM               | 263.98                         | 0.6 %                                 |
| YEM               | 34.15                          | 0.1 %                                 |
| ZMB               | 67.70                          | 0.2 %                                 |
| ZWE               | 20.24                          | 0 %                                   |

## Fordítás
Ez a szócikk részben vagy egészben  a   List of countries by greenhouse gas emissions című angol Wikipédia-szócikk ezen változatának fordításán alapul.  Az eredeti cikk szerkesztőit annak laptörténete sorolja fel. Ez a jelzés csupán a megfogalmazás eredetét és a szerzői jogokat jelzi, nem szolgál a cikkben szereplő információk forrásmegjelöléseként.